# 長浜郷

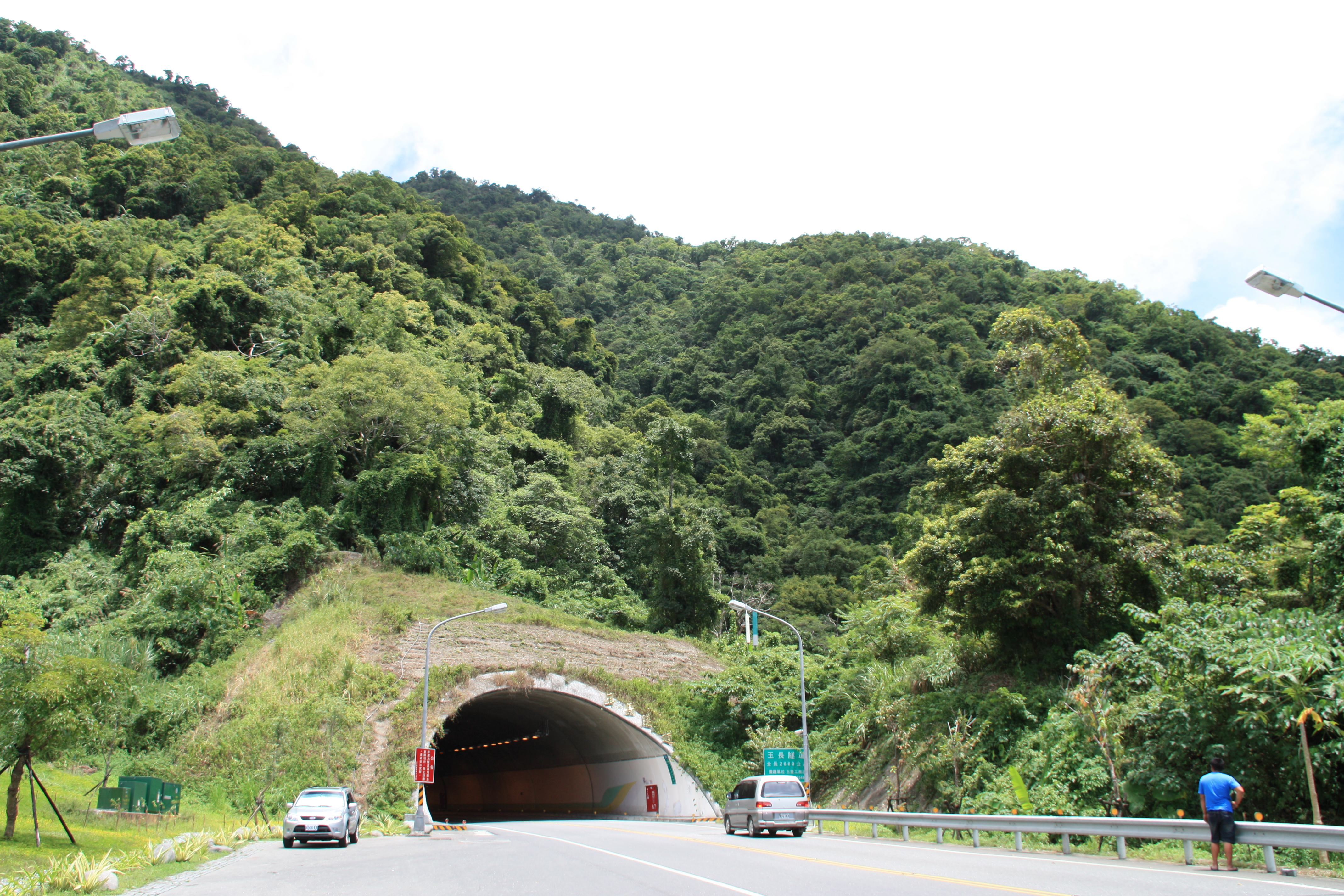
台30線・玉長トンネルの東側出口

長浜郷（チャンビン/ちょうひん/ながはま-きょう）は台湾台東県の郷。

## 地理
長浜郷は台東県北東端に位置し、北は花蓮県豊浜郷と、西は花蓮県玉里鎮、富里郷と、南は成功鎮とそれぞれ接し、東は太平洋に面している。山地を背にし海に面しており、丘陵地帯を中心とした地勢となっている。住民の多くはアミ族であり、ほかにブヌン族、クバラン族、平埔族なども分布している。

## 歴史
長浜郷の旧称は「加走湾」（カソワン）であり、その由来には2説伝えられている。一つはアミ語が転訛したというものであり、アミ族が闘いの際に設けた「望楼」を意味したというものである。もう一つがアミ族の猟場で狩猟を行なった後、獲物を居住地に持ち帰る際に多くのゴキブリも連れ帰ったとされ、ゴキブリを意味する台湾語に近い音として「加走」が用いられたというものである。漢人の進出は光緒年間になってから開始された。
日本統治時代、この地は台東庁の管轄とされ、「加走湾庄」が設置された。1937年、この地の海岸線が長大であったことから内地風地名の「長浜庄（ながはま）」と改称され、台東庁新港郡へ帰属した。戦後は台東県長浜郷と改編され現在に至っている。

## 行政区
| 村                                             |
| ---------------------------------------------- |
| 樟原村、三間村、忠勇村、長浜村、竹湖村、寧埔村 |

## 歴代郷長
| 代 | 氏名 | 任期 |
| -- | ---- | ---- |

## 教育

### 国民中学
- 台東県立長浜国民中学

### 国民小学
| - 台東県立長浜国民小学 - 台東県立忠勇国民小学 - 台東県立寧埔国民小学 | - 台東県立竹湖国民小学 - 台東県立三間国民小学 - 台東県立樟原国民小学 |

## 交通
| 種別 | 路線名称 | その他   |
| ---- | -------- | -------- |
| 省道 | 台11線   |          |
| 省道 | 台30線   | 玉長公路 |

## 観光

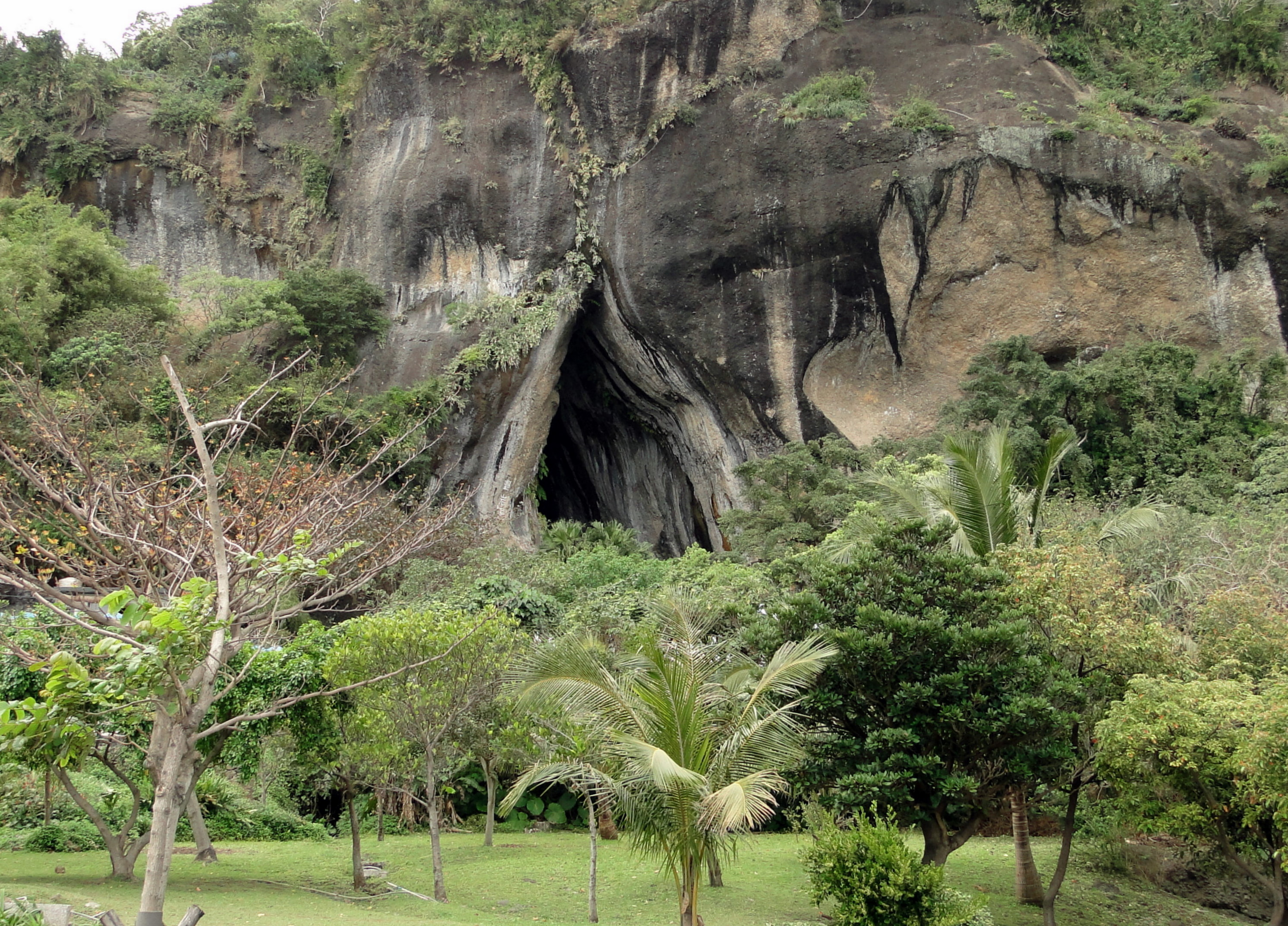
八仙洞遺跡

- 八仙洞
- 玉髓沙灘
- 霊岩洞
- 長浜平原
- 烏石鼻
- 加走湾遺跡
- 白桑安遺跡
- 忠勇遺跡
- 樟原休閑区